# Slash 'n' Burn
Slash 'n' Burn is de vierde single van het muziekalbum Generation Terrorists van de Welshe alternatieve rockband Manic Street Preachers uit 1992.

## Tracks

### CD
1. "Slash 'n' Burn"
2. "Motown Junk"
3. "Sorrow 16"
4. "Ain't Going Down"

### 12"
1. "Slash 'n' Burn"
2. "Motown Junk"
3. "Ain't Going Down"

### 7" / MC
1. "Slash 'n' Burn"
2. "Motown Junk"